# Occhio di Plimsoll

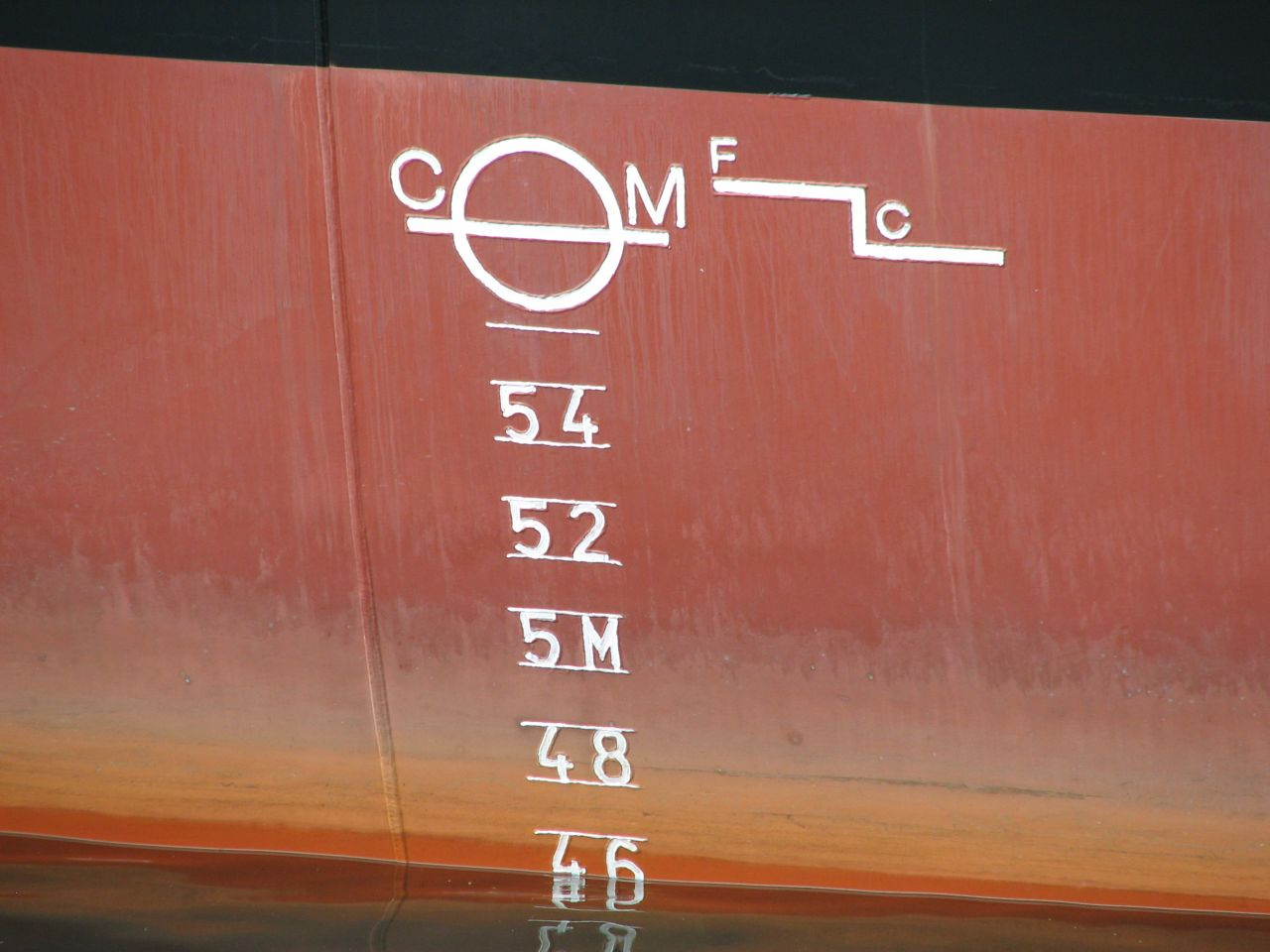
La marca di Plimsoll

Il Plimsoll o load line, in italiano marca di bordo libero, è un ideogramma convenzionale che indica l'intersezione della linea di galleggiamento al massimo carico consentito ad una nave (in base alle condizioni climatiche in cui dovrà navigare), e la superficie esterna dello scafo come misura di sicurezza per assicurare una certa riserva di spinta all'unità ed evitare tragedie dovute ai sovraccarichi di merci.

## Storia
La quantità di carico che una nave poteva imbarcare, a fine secolo XII, veniva indicata con una croce dipinta su entrambe le fiancate, il segno orizzontale indicava la linea di massimo carico o bordo libero, che presso la Repubblica di Venezia era assegnato da una commissione composta da capitani, armatori e caricatori che seguivano rigide disposizioni emanate dal Doge. Le Repubbliche di Genova e Sardegna adottavano una linea di carico massimo che potrebbe essere definito un precursore del cerchio di Plimsoll, era un cerchio attraversato da una linea orizzontale. In seguito per anni non vennero rispettate le regole, le navi venivano caricate secondo valutazioni individuali di Armatori e Capitani, di conseguenza aumentarono i naufragi. La preoccupazione di Assicuratori e Capitani spinse Samuel Plimsoll, deputato liberale del Parlamento per il collegio di Derby, a trasmettere un disegno di legge relativo ad un carico sicuro per le navi. Fu una battaglia durata anni,  tanti potenti parlamentari erano in possesso di navi. Alla fine il governo fu costretto a passare una legge che un anno dopo fu modificata nel Merchant Shipping Act. Da allora le autorità britanniche decisero di permettere l'accesso ai propri porti solo alle navi che mostrassero un segno convenzionale indicante il massimo carico ammissibile dalla nave stessa. Qualora il segno non fosse stato visibile perché immerso era evidente la condizione di sovraccarico. Nel 1966 una Convenzione sulle linee di carico fu tenuta a Londra, e riesaminò ed emendò le regole riviste per l'ultima volta nel 1930. La convenzione del 1966 ha subito ulteriori emendamenti negli anni 1971, 1975, 1979, 1983, 1995 e 2003.
In cima alla marca vi sono alcune lettere stampigliate; in alcuni casi si riferiscono alla società di classificazione che ha certificato la linea di carico, come AB per l'American Bureau of Shipping, LR per il Lloyd's Register, GL per il Germanischer Lloyd, BV per il Bureau Veritas, IR per il Indian Register of Shipping, RI per il Registro Italiano Navale, NK per il Class NK (Nippon Kaiji Kyokai) ed NV per il Det Norske Veritas. Queste lettere dovrebbero essere approssimativamente di 115 millimetri in altezza e 75 millimetri in larghezza.

Le lettere sulla marca della linea di massimo carico hanno i seguenti significati (tra parentesi il sistema in lingua inglese a titolo esemplificativo):
- ADT (TF) – acqua dolce tropicale (tropical fresh water)
- AD (F) – acqua dolce (fresh water)
- ET (T) – estiva tropicale (tropical seawater)
- E (S) – estiva (summer temperate seawater)
- I (W) – invernale (winter temperate seawater)
- INA (WNA) – inverno nord atlantico (winter North Atlantic)

in riferimento alla diversa densità che assume l'acqua al variare della salinità e delle condizioni climatiche e che influisce sul galleggiamento della nave.
Samuel Plimsoll è ricordato con un monumento al Victoria Embankment a Londra.

### Normativa internazionale di riferimento
- Convenzione internazionale del 1966 sulle linee di carico (PDF), su admin.ch.